# Omophron americanum
Omophron americanum är en skalbaggsart som beskrevs av Pierre François Marie Auguste Dejean. Omophron americanum ingår i släktet Omophron och familjen jordlöpare. Inga underarter finns listade i Catalogue of Life.